# Lépésről lépésre program
A Lépésről lépésre program egy gyermekközpontú, alternatív jellegű pedagógiai módszer, mely jól  különösen jól alkalmazható a hagyományos iskolaotthonos formában és napköziotthonos óvodákban is.

## Célja
A Lépésről Lépésre program küldetése egy új pedagógiai szellemiség elterjesztése, amelynek középpontjában a gyermek áll; s annak az elvnek az érvényesítése, hogy „Minden ember egyszeri és megismételhetetlen egyéniség”. A szó szoros értelmében azt jelenti, hogy a tanulást, az új szokásokat, mindent az iskolai életben a gyerekekhez alkalmazkodva, a nekik megfelelő tempóban, lépésekben vezetnek be.
A programot választó tanítók és tanárok célja, hogy úgy erősítsék a gyerekeket, tanulási kedvüket, az osztályközösséget, hogy minden egyes gyerekben megkeresik az értéket. A hiányosságokat a fejlődés természetes velejáróinak tekintik. A gyerekek, pedagógusok és a szülők együtt fogalmazzák meg a célokat, tervezik meg a megvalósuláshoz vezető utat, így a gyerekek lépésről lépésre lesznek egyre sikeresebbek.

## Története
Az utóbbi másfél évtizedben az alternatív iskolakoncepciók és reformpedagógiai irányzatok nemcsak gyökeret vertek a magyar közoktatásban, de hatást is gyakoroltak a hagyományos oktatás egészére.
A  new-york-i Open Society Institute megbízásából kidolgozott Lépésről lépésre gyermekközpontú pedagógiai módszertani rendszert a 2001-ben alakult Ec-Pec Alapítvány a hátrányos helyzetű, elsősorban a szociálisan hátrányt szenvedő gyermekeket nevelő óvodákban, iskolákban terjeszti Magyarországon , és emellett azóta is folyamatosan fejleszti. Dinamikusan növekszik a programot bevezető, alkalmazó oktatási intézmények száma, mind Magyarországon, mind Közép- és Nyugat -Európában egyaránt.

## A program legfontosabb alapelvei
-alkalmazkodás a gyermek személyiségéhez, szükségleteihez és egyéni fejlődéséhez;
-individualizáción   alapuló pedagógiai megközelítés;
-az értelmi, érzelmi és szociális képességek egyenértékű fejlesztése;
-a világ komplexitásának felismerését segítő aktív-felfedezésre építő tanulás , s az ennek  megfelelő tanulási módszerek használata;
-az aktív tanulás eszköz-, és feltételrendszerét biztosító tevékenység-központok kialakítása;
-a szülőkkel való partneri együttműködés;
-a pedagógusok folyamatos továbbképzése és támogatása;
-a gyerekek korszerű, természet-, és társadalomtudományi, anyanyelvi,- matematikai, művészeti – esztétikai és gyakorlati tudásának gyarapítása;
-az információkra való nyitottság, az egész életen át tartó tanulás megalapozása

## Külső hivatkozások
(hu) http://www.pedagogia.lap.hu
(hu) http://www.neveles.lap.hu
(eng)http://www.issa.nl